# نشانه تن هورن
نشانه تن هورن (انگلیسی: Ten Horn's sign) یک نشانهٔ بالینی است که در گذشته برای تشخیص آپاندیسیت به‌ویژه در سالمندان به‌کار می‌رفت.  این نشانه نامش را از جراح هلندی «کارل هندریک لیو هرمان تن هورن» (۱۹۶۴–۱۸۸۴) می‌گیرد.
بیمار روی کاناپه دراز می‌کشد. معاینه‌کننده به آرامی طناب اسپرماتیک سمت راست را با استفاده از انگشت شست و اشاره درست در بالای بیضه در کیسه بیضه می‌کشد. برای بیمار مبتلا به آپاندیسیت، این کار باعث درد در حفره تهیگاهی راست می‌شود.